# Islandsbron
Islandsbron är en bro i centrala Uppsala. Bron går över Fyrisån och förbinder gatorna Munkgatan i väst och Bäverns gränd i öst. Bron ligger precis uppströms Islandsfallet, ett mindre fall i ån som stoppar båttrafiken från att fortsätta uppströms.

## Historia
En bro med namnet Munkbron nämndes så tidigt som på 1500-talet. Troligtvis är detta samma Munkbron som nämns på Islandsbrons nuvarande plats under 1600-talet. Under 1600-talet rasade denna träbro minst två gånger, 1684 och 1692, innan den slutligt förstördes under stadsbranden i Uppsala 1702. Först år 1841 återbyggdes en ny bro på platsen, den här gången under namnet Islandsbron. Namnet kom från den medeltida stadsdelen Islandet, som avsåg den sydöstra delen av staden. 
Sedan dess har bron genomgått tre större ombyggnationer. 1907 då den byggdes för att bära Uppsalas spårvagnstrafik, 1956, samt 1990 då den byggdes ut för att kunna bära gång- och cykeltrafikanter.
I maj 2024 stängdes bron av för biltrafik efter att den nybyggda Tullgarnsbron öppnat en bit nedströms.